# Resident Evil: The Final Chapter
Resident Evil: The Final Chapter è un film del 2016 co-prodotto, scritto e diretto da Paul W. S. Anderson.
È il sesto e ultimo film della saga cinematografica Resident Evil, basata sui videogiochi survival horror della Capcom e il terzo ad essere distribuito in versione 3D.

## Trama
Il film inizia con una narrazione ante litteram: la giovane Alicia Marcus, figlia del cofondatore dell'Umbrella Corporation James Marcus, nacque affetta da progeria, una malattia genetica rara che causa invecchiamento precoce riducendo drasticamente l'aspettativa di vita; allo scopo di curarla, suo padre sviluppò il virus T, che le ha restituito una vita normale, ma con i gravi effetti collaterali di rendere pazzi i vivi e resuscitare i morti. Allo stesso tempo, l'intelligenza artificiale che gestisce le strutture della Umbrella venne modellata su una rappresentazione olografica proprio di Alicia. Il virus fu occultato, ma il co-fondatore dell'Umbrella Alexander Isaacs uccise Marcus per impossessarsene e si prese cura di Alicia, rimasta sola ed erede del 50% della proprietà dell'Umbrella; l'intelligenza artificiale di Marcus venne poi sfruttata come multi-sistema informatico denominato Regina Rossa.
Nel presente, a Washington, la Casa Bianca è caduta e tutti gli umani sono morti, tranne Alice che, dopo uno scontro con un Kipepeo, viene contattata dalla Regina Rossa che le rivela l'esistenza di una provetta di anti-virus, risolutivo contro l'infezione globale, situata nel laboratorio Umbrella nel sottosuolo di Raccoon City, e che deve essere recuperata entro brevissimo tempo, pena la morte delle poche migliaia (4472 per l'esattezza) di persone al mondo non ancora infette. Durante la corsa verso la città, Alice viene catturata da un cingolato dell'Umbrella con a bordo il dottor Isaacs, o meglio un clone del reale (nei film precedenti Alice aveva ucciso un suo clone mostruoso), ma riesce a liberarsi e fugge a bordo di una moto verso il centro di Raccoon City, dove incontra Claire Redfield e gli ultimi superstiti in città arroccati in un grattacielo. I superstiti, male armati ed organizzati, vengono assediati contemporaneamente da un'orda di mostri e dai cingolati di Isaacs, ma vincono lo scontro e mettono in fuga il dirigente della Umbrella.
Il gruppo formato da Alice, Claire, Christian, Doc, Razor, Abigail e altri due sopravvissuti raggiunge il cratere dell'esplosione atomica (il centro di Raccoon City fu bombardato con un'esplosione nucleare per contenere, invano, il contagio) dove scampano ad un attacco di cani mutati, tranne Christian e uno dei due sopravvissuti che vengono morsi, e raggiungono l'ingresso; qui la Regina Rossa rivela come i dirigenti Umbrella (tra cui Isaacs) avevano deciso di rilasciare il virus T deliberatamente come un'ipocrita soluzione a problemi tra cui la sovrappopolazione mondiale, allo scopo di sopravviverne per ripopolarlo e modellarlo a loro piacimento, inoltre la regina rossa avvisa Alice che un membro del suo gruppo, è una talpa al servizio della Umbrella. Vagando per i corridoi dell'Alveare il gruppo giunge ad una turbina spenta, Wesker si accorge della loro presenza attivando quindi la corrente e invertendo il senso di rotazione della turbina che quindi inizia a risucchiare i protagonisti, portando alla morte Abigail, che viene letteralmente tritata. Successivamente il gruppo giunge a dei condotti dove riattivata la corrente, l'altro sopravvissuto perde la vita cadendo in una trappola, in quanto i condotti nascondevano delle botole e cadendoci dentro si finisce giù in un burrone. La trappola dei condotti porta Alice e Razor in un laboratorio marcio e tetro, dove trovano tanti non-morti sottoposti ad esperimenti, accorgendosi di essere seguiti da qualcosa, un mostro molto veloce e più grande del normale che uccide Razor, e che Alice riesce a sconfiggere, mentre Claire si trova rinchiusa in una teca riuscendo comunque a fuggire. Wesker vedendo che Alice è ormai prossima all'arrivo, chiede alla Regina Rossa di svegliare il vero dottor Isaacs dalla cella criogenica. Alice e Doc intanto raggiungono il piano sotterraneo più profondo, sede delle celle criogeniche con all'interno i dirigenti dell'Umbrella e, una volta arrivati nella stanza dove si trova l'antivirus, trovano il vero Alexander Isaacs a custodire la fiala, con Doc che si rivela la talpa e Claire tenuta in ostaggio da Wesker. Isaacs rivela ad Alice che lei in realtà è un clone modificato di Alicia Marcus, ormai anziana e invalida (è per questo che Alice non ha alcun ricordo precedente al suo risveglio nella villa del primo film). Poiché co-proprietaria dell'azienda, Alicia licenzia Albert Wesker, liberando la Regina Rossa dai suoi obblighi, permettendole di ucciderlo e di ribellarsi mentre Alice atterra Doc, lasciando a Claire il colpo di grazia. Alicia chiede ad Alice di completare la missione che sfortunatamente costerebbe la vita anche a lei. Alice si scontra con Isaacs fino alla camera a raggi laser: rimane ferita però riesce ad avere la meglio sul nemico e a recuperare la provetta contenente l'antivirus, quindi accingendosi a usarlo, viene fermata da Isaacs che si era ripreso dallo scontro nella camera a raggi laser, che però viene ucciso dal suo clone (dato che Isaacs creó tutti i suoi cloni facendogli credere di essere loro quelli reali) che dopo lo scontro con Alice nel grattacielo aveva recuperato il cingolato e si era diretto verso l'alveare seguito da un esercito di non-morti. Subito dopo il clone viene ucciso dai non-morti, permettendo ad Alice di utilizzare l'antivirus, che istantaneamente uccide tutti gli infetti circostanti, e si accascia priva di sensi mentre l'Alveare esplode. Alice si risveglia poco dopo tra le braccia di Claire: la Regina Rossa, dopo averle mostrato una galleria di immagini della sua infanzia mai avuta, le spiega che l'antidoto ha neutralizzato solo le sue cellule infette facendola tornare un normalissimo essere umano. Il film si conclude con Alice in sella ad una moto. Benché l'antivirus sia stato liberato, impiegherà tempo ad espandersi per tutto il mondo. Alice decide quindi di continuare la sua lotta contro i mostri rimasti andando in soccorso degli umani superstiti affinché l'umanità possa così ricominciare.

## Produzione
Inizialmente le riprese del film erano previste per l'agosto 2013, ma vennero posticipate dopo l'annuncio della gravidanza di Milla Jovovich.

### Riprese
Le riprese sono iniziate il 18 settembre 2015 e sono terminate il 9 dicembre dello stesso anno, e si sono tenute principalmente a Città del Capo, in Sudafrica.

### Incidenti sul set
Durante le riprese del film, la controfigura di Milla Jovovich è rimasta gravemente ferita e ha dovuto subire l'amputazione di un braccio; un altro stuntman è rimasto ucciso da una delle automobili usate nel film, scivolata da una piattaforma girevole.

## Promozione
Il 9 agosto 2016 è stato presentato il trailer in lingua originale, seguito il giorno dopo da quello in lingua italiana.

## Distribuzione
Il film è stato distribuito in Giappone a partire dal 23 dicembre 2016; la data di uscita è stata fissata al 27 gennaio 2017 per il mercato nordamericano, mentre in Italia, inizialmente previsto per il 26 gennaio 2017, uscì il 16 febbraio dello stesso anno.

### Edizione italiana
I doppiatori originali ad esempio Francesca Fiorentini, Massimo Rossi e Roberta Pellini ritornano a ridoppiare i loro personaggi (Roberta Pellini doppiò Sienna Guillory in Resident Evil: Apocalypse e Ali Larter in Resident Evil: Extinction, Resident Evil: Afterlife e anche in Resident Evil: The Final Chapter) mentre l'attore Iain Glen (che interpreta il Dr. Alexander Isaacs) è stato doppiato fino al 2007 dal doppiatore Sergio Di Stefano ma dopo la sua morte, avvenuta il 17 settembre 2010, fu sostituito da Roberto Pedicini.

## Accoglienza

### Incassi
In Giappone il film ha incassato 31.600.000 dollari. Il budget del film è stato di 40.000.000 di dollari, il che lo rende il penultimo film della serie per budget investito davanti solo al primo film (che costò 33.000.000 di dollari). Nel primo weekend in Italia il film ha incassato 642.212 euro in 275 sale mentre l'incasso totale in Italia è di 1.208.646 euro, il film ha incassato in tutto il mondo 312.200.000 dollari battendo il record degli altri film precedenti.

### Critica
Il film ha ricevuto recensioni miste da parte della critica. Sul sito Rotten Tomatoes da un indice di gradimento del 38% sulla base di 81 recensioni e una valutazione media di 4,3 / 10. Su Metacritic, che assegna un punteggio normalizzato, il film ha un punteggio 49 su 100, sulla base di 19 critici, che indica "recensioni contrastanti o medi". Il pubblico interpellati da CinemaScore ha dato al film un grado di "B" su una scala da A + a F.
Alex Welch di IGN è stato critico del film, dando 3/10 e definendolo "un pasticcio inutile dall'inizio alla fine", e "niente di più che un fuoco di fila di battute cliché dei personaggi, l'azione CGI insopportabile, e il montaggio che induce mal di testa". Glenn Kenny per il New York Times scrive: "Questo è, a mio avviso, il film più debole del franchise".
Al contrario, Bill Zwecker del Chicago Sun-Times ha dato alla pellicola di 3 stelle su 4. E aggiunge: "Per gli appassionati di Resident Evil, credo che questo film finale non vi deluderà, ma è anche probabile che incoraggerà i nuovi arrivati alla saga a tornare indietro e giocare un po' 'di catch-up guardando i film precedenti".

## Reboot
Nel maggio 2017 è stato annunciato il film reboot della serie, diretto da regista James Wan. Il 7 dicembre 2018 è stato scritturato Johannes Roberts; gli impegni di Roberts col film 47 Meters Down: The Next Chapter, hanno posticipato l'inizio delle riprese al 2019. Il nuovo film viene intitolato Resident Evil: Welcome to Raccoon City.